# Jacqueline Ferrand
Jacqueline Ferrand (francès: Jacqueline Lelong-Ferrand)  (Alèst, 17 de febrer de 1918 - Sceaux, 26 d'abril de 2014), que mentre va estar casada va utilitzar el nom de Jacqueline Lelong-Ferrand, va ser una matemàtica francesa.

## Vida i obra
Ferrand va fer els estudis secundaris al lycèe femení de Nimes i el 1936 va participar i guanyar el concurs d'entrada a l'École Normale Supérieure, quan aquesta institució, per primera vegada, va deixar participar dones en el concurs. Ferrand es va graduar el 1939 amb la primera plaça empatada amb Roger Apéry. Immediatament va ser nomenada docent de l'École Normale Supérieure femenina a Sèvres, on la seva directora, Eugénie Cotton, volia establir uns estàndards docents idèntics als de la seu masculina a la rue d'Ulm. El 1942 va defensar la seva tesi doctoral i, a continuació la seva carrera acadèmica es va desenvolupar ràpidament: professora ajudant a Burdeus (1943-1945) i a Caen (1945-1948) i professora titular a Lilla (1948-1955) i a la universitat de París, fins a la seva jubilació el 1984.
Des de 1947 fins al seus divorci el 1977 va estar casada amb el matemàtic Pierre Lelong, amb qui va tenir quatre fills; durant aquest període va utilitzar el cognom Lelong-Ferrand per signar els seus treballs.
Els seus primers treballs, seguint la recerca de la seva tesi doctoral, van ser en teoria de la representació. A continuació es va anar endinsant en diferents temes, sense pretendre crear una escola: funcions holomorfes, geometria riemanniana,, transformacions quasi-conformes o estructures geomètriques de tipus finit.
A més, entre els anys 1958 i 1968, va fer un treball notable per escriure una sèrie de manuals, publicats amb la coautoria de Jean-Marie Arnaudiès que han estat utilitzats per generacions d'estudiants de matemàtiques.